# Guus Verstraete jr.
Guus Verstraete jr., echte naam August Julien Albert De Graef (Hilversum, 26 april 1947 – Blaricum, 3 maart 2017), was een Nederlands televisieregisseur.

## Privéleven
Verstraete jr. was een telg uit een Belgisch-Nederlandse acteursfamilie. Hij was de zoon van de acteurs Guus Verstraete sr. en Dientje Nijbacker en een kleinzoon van Jules Verstraete en een neef van Coen Flink. Verstraete jr. werd geboren in Hilversum en groeide op in Amsterdam. Na zijn middelbare school rolde hij via baantjes als kabelsleper en dollyduwer het theatervak in. Na het overlijden van zijn vader in 1994, werd Verstraete jr. doorgaans aangeduid als Guus Verstraete.
Verstraete was twee keer getrouwd. Uit zijn eerste twee huwelijken had hij drie dochters. In 1986 ontmoette hij bij de opnames van het door hem geregisseerde televisieprogramma Wedden dat..? actrice Simone Kleinsma. Ze werden op 5 juni 1990 in Blaricum in de echt verbonden door de presentator van Wedden dat..?, Jos Brink.
Nadat hij de week ervoor in het Blaricumse Tergooi werd opgenomen vanwege hartproblemen overleed Verstraete daar op 3 maart 2017 op 69-jarige leeftijd. Op 9 maart 2017 vond er een herdenkingsplechtigheid plaats in het DeLaMar in Amsterdam.

## Loopbaan
Guus Verstraete startte in 1970 als regisseur in dienst van de AVRO. Hij deed onder andere in 1973 de regie van de televisieserie Willeke... er was eens met Willeke Alberti. Vanaf 1977 werkte hij op freelance-basis. Hij regisseerde een aantal televisiefilms en -series, zoals Hotel de Botel, De Mounties, de televisiebewerking van de Dik Voormekaar Show, drie series van de Bassie en Adriaan-reeks en de speelfilm Ik ben Joep Meloen met André van Duin. In de originele versie van Bassie & Adriaan: De Huilende Professor sprak Verstraete de stem van Robin de robot in. In de reeksen had hij verschillende kleine bijrollen.
Vanaf de jaren zeventig werkte hij als regisseur veelal samen met producent Joop van den Ende bij tal van grote spelshows. Verstraete was verantwoordelijk voor onder meer de 1-2-3-show, De Willem Ruis Lotto Show, Wedden dat..?, de Surpriseshow, de Soundmixshow, Laat de Leeuw, Mooi! Weer De Leeuw, de laatste reeks van de Showbizzquiz en Ron's Honeymoon Quiz. Met het team van Wedden dat..? won hij in 1986 de Gouden Televizier-Ring. In 2004 kreeg hij de Zilveren Nipkowschijf voor PaPaul met Paul de Leeuw, met wie hij verschillende programma's maakte. Guus Verstraete regisseerde in 2000, 2001, 2006 en 2007 edities van het Nationaal Songfestival. Tussen 2000 en 2007 regisseerde hij het jaarlijkse John Kraaijkamp Musical Awards Gala.
Ook het theatertour Musicals in Ahoy' werd door hem geregisseerd. Hij deed de regie van Musicals in Concert, De Munk Live! met Danny de Munk, Simone's Songbook met zijn echtgenote Simone Kleinsma en verschillende shows van André van Duin. In 2007 bracht hij een boek met herinneringen uit.